# Calixto Teissier
Calixte Teissier Chaix (* 23 de octubre de 1889 en Jausiers, Bajos Alpes, Francia - † 17 de agosto de 1915 en Châlons-sur-Marne, Marne, Francia) fue un comerciante y deportista francés, reconocido por ser uno de los primeros jugadores del Unión Football Club, equipo que tiempo después se convertiría en el Club Deportivo Guadalajara.

## Biografía
Calixte Teissier nace el 23 de octubre de 1889 en el pueblo de Jausiers, departamento de Bajos Alpes, Francia, siendo hijo del matrimonio formado por Adolphe Teissier y Louise Eleonore Chaix.
Al llegar a México comienza a trabajar en la casa comercial «La Ciudad de México», donde conocería a un grupo de jóvenes interesados en practicar fútbol, los cuales en el año de 1906 dieron nacimiento al Unión Football Club.
Combatió por Francia en la Primera Guerra Mundial, su primera campaña fue el 2 de abril de 1914. Murió el 17 de agosto de 1915 a causa de una enfermedad contraída durante su servicio en la guerra.